# Anett
Az Anett az Anna francia becenevéből ered.

## Rokon nevek
Anetta, Anéta, Netta, Netti, Anita, Anna.

## Gyakorisága
Az újszülötteknek adott nevek körében az 1990-es években igen gyakori volt. A 2000-es és a 2010-es években nem szerepelt a 100 leggyakrabban adott női név között, kivéve 2004-et, amikor a 98. helyen állt.
A teljes népességre vonatkozóan az Anett a 2000-es években a 72-74., a 2010-es években a 73-78. helyen szerepelt a 100 leggyakrabban viselt női név között.

## Névnapok
június 13., július 26.

## Híres Anettek

### Magyarok
- Bálizs Anett, színésznő, szinkronszínésznő
- Bősz Anett, a MLP alapító tagja, országgyűlési képviselő
- Anettka, médiaszemélyiség
- Dombai-Nagy Anett, válogatott labdarúgó
- Kisfaludy Anett, kézilabdázó
- Kormos Anett, humorista
- Sopronyi Anett, kézilabdázó

### Külföldiek
- Annette Bening színésznő
- Anete Jekabsone lett kosárlabdázó
- Annette M'Baye szenegáli írónő, költőnő
- Anette Olzon énekesnő
- Annette O’Toole amerikai színésznő